# Höstdamascenerrosor
Höstdamascenerrosor (Rosa Bifera-Gruppen) är en liten grupp av rosor som härstammar från Rosa × bifera, som är hybriden mellan provinsrosen (R. gallica) och myskrosen (R. moschata). Gruppen är närstående Damascenerrosorna och kan egentligen bara skiljas genom att höstdamascenerrosorna remonterar.
Gruppen uppkom sannolikt i östra medelhavsområdet för ca 2000 år sedan. Avicenna beskrev på 900-talet syriska rosodlingar av vad som troligen var 'Rose de Quatre Saisons'.
Höstdamascenerrosor hade sin mest populära period under mitten av 1800-talet då över 100 sorter fanns i odling. Numera är endast ett fåtal bevarade.
Bildar upprätta, rikt förgrenade buskar, till 150 cm. Taggarna är vanligen små och bladen kan vara matta eller glänsande, tunna eller något läderartade, ljust ill mörkt gröna. Delbladen är ovala till rundade, trubbiga eller uddspetsiga.
Blommorna är fylldblommiga, vita till rosa eller röda.  Nypon bildas sällan.

## Oding
Lättodlade på medelgoda till goda jordar.  Härdiga till zon IV-V.

## Sorter
- 'Autumn Damask'
- 'Quatre Saisons Blanc Mousseux'
- 'Rose de Quatre Saisons'
- 'Rose de Rescht'